# Klaus Kinold
Klaus Kinold (* 24. Mai 1939 in Essen; † 20. März 2021 in München) war ein deutscher, international tätiger Architekturfotograf.

## Werdegang
Klaus Kinold studierte von 1960 bis 1968 Architektur an der Technischen Hochschule Karlsruhe bei Egon Eiermann. Nach dem Diplom eröffnete er ein Atelier für Architekturfotografie in München.
Kinold betreute über 25 Jahre die von ihm nach Grundsätzen der Schweizer Typografie gestaltete Fachpublikation KS Neues, in der Bauten aus Kalksandstein vorgestellt wurden; außerdem war er Herausgeber des Architekturmagazins Bauen in Beton. Seit Anfang der 1980er Jahre befasste er sich auch mit der Panoramafotografie. 
Kinold fotografierte Werke bekannter Architekten wie Le Corbusier, Ludwig Mies van der Rohe, Louis I. Kahn, Egon Eiermann, Carlo Scarpa, Karljosef Schattner, Tadao Ando, Hans Döllgast, Otto Steidle, Rudolf Schwarz, Josef Wiedemann, Herman Hertzberger, Michael Gaenssler, Peter Bonfig und Karl-Heinz Schmitz.
Von 1987 bis 1996 hatte er einen Lehrauftrag für Fotografie an der Staatlichen Akademie der Bildenden Künste Stuttgart.
2023 wurde sein Nachlass in einer Stiftung für Forschung und Ausstellungsarbeit zugänglich gemacht.

## Zitate
- Ich will Architektur zeigen, wie sie ist.[5]
- Architektur kann man wohl anders, aber eigentlich nicht besser fotografieren. (Ulrich Weisner)[4]

## Ausstellungen (Auswahl)
- 1983: Panorama. Galerie Rudolf Kicken, Köln
- 1988: 17. Triennale, Mailand
- 1993: Ich will Architektur zeigen, wie sie ist. Kunsthalle Bielefeld
- 1995: Architekturfotografie. Klaus Kinold. Die Neue Sammlung, München
- 1996: Kunstverein Ingolstadt, Ingolstadt
- 1998: Galerie Kicken, Berlin
- 2001: Neues Museum Nürnberg
- 2009: Klaus Kinold. Der Architekt photographiert Architektur. Retrospektive im Architekturmuseum der TU München in der Pinakothek der Moderne, München
- 2016: Walter Storms Galerie, München[6]
- 2018: Klaus Kinold: Hans Döllgast und Rudolf Schwarz. aut. architektur und tirol, Innsbruck[7]
- 2019–2020: Architektur mit den Augen des Fotografen. Museum DKM, Duisburg[8]
- 2019: Schöpferische Wiederherstellung – Architekturfotografien von Klaus Kinold. Kunstverein Ingolstadt, Ingolstadt[9]

## Fachmarketing – Publikationen
- 1969–1998: KS Neues. Neues Bauen in Kalksandstein. (Hrsg.)
- 1966–1997: Stahl und Form (Red., Hrsg. Beratungsstelle für Stahlverwendung)
- 1986–2011: Bauen in Beton – Zeitschrift für Architektur. Internationale Beispiele für zeitgemäßes Bauen in Beton. (Hrsg.)

## Veröffentlichungen
- Herman Hertzberger, Architekt. Uitgeverij 010, Rotterdam 1990
- 25 Jahre KS Neues. Neues Bauen in Kalksandstein. Callwey, München 1994
- Architektur + Beton. Hatje, Stuttgart 1994.
- mit Gesine Weinmiller: Das Bundesarbeitsgericht in Erfurt. Richter, Düsseldorf 2002.
- Der Architekt fotographiert Architektur. Edition Minerva, 2009
- Wolfgang Pehnt: Egon Eiermann. Deutsche Olivetti. Frankfurt am Main. Hirmer Verlag, München 2019
- Schöpferische Wiederherstellung. Hans Döllgast – Karljosef Schattner – Josef Wiedemann. Hirmer Verlag, München 2019
- Ludwig Mies van der Rohe. Barcelona Pavillon / Haus Tugendhat. Hirmer Verlag, München 2020

## Belege
1. ↑  Süddeutsche Zeitung vom 23. März 2021: Zum Tod von Klaus Kinold. Magische Ansichten, von Gottfried Knapp, abgerufen am 24. März 2021
2. ↑  aktuelle Meldungen Archives. In: moderneREGIONAL. Abgerufen am 22. März 2021 (deutsch).
3. ↑  Jugendbildungsstätte Kloster Windberg DE 1991 – THOMAS HERZOG ARCHITEKTEN. Abgerufen am 30. November 2020 (deutsch).
4. 1 2  Karin: Klaus-Kinold-Stiftung gegründet. In: moderneREGIONAL. 18. Dezember 2023, abgerufen am 31. März 2024 (deutsch).
5. ↑  Fotografien von Klaus Kinold. In: Baumeister. 8. August 2019, abgerufen am 24. Juli 2020 (deutsch).
6. ↑  Klaus Kinold – Biografie. Walter Storms Galerie, abgerufen am 24. Juli 2020.
7. ↑  Klaus Kinold: Hans Döllgast und Rudolf Schwarz. Innsbruck, abgerufen am 6. März 2021.
8. ↑  Klaus Kinold: Architektur mit den Augen des Fotografen – Carlo Scarpa: La Tomba Brion San Vito d’Altivole. Ausstellung im Museum DKM, abgerufen am 6. März 2021.
9. ↑  Architekturforum des Kunstvereins Ingolstadt, abgerufen am 6. März 2021.

| Personendaten    | Personendaten                 |
| ---------------- | ----------------------------- |
| NAME             | Kinold, Klaus                 |
| KURZBESCHREIBUNG | deutscher Architekturfotograf |
| GEBURTSDATUM     | 24. Mai 1939                  |
| GEBURTSORT       | Essen                         |
| STERBEDATUM      | 20. März 2021                 |
| STERBEORT        | München                       |